# メッセージ (YUKIの曲)
「メッセージ」は、YUKIの配信限定シングル。シングル作品としては通算19作目となる。

## 概要
「汽車に乗って」から7ヶ月半ぶりとなる2008年第2弾シングルで、同年12月3日にYUKIの公式サイト上で配信開始（着うたは同年11月26日より先行配信された）。「ビスケット」以来となる2作目の配信限定シングルであり、同じく「ビスケット」以来4作品ぶりの蔦谷好位置作曲の楽曲である。JUDY AND MARY時代の楽曲「クリスマス」以来14年ぶり、YUKIのソロとしては初となるクリスマスソングである。
イメージキャラクター「ゆきんこ」の登場するジャケット絵も作られている。ジャケットにYUKIが写っていないのは、シングル作品では「66db」以来となる。なお、PVは制作されていない。

## 収録曲
- メッセージ
  - 作詞：YUKI／作曲：蔦谷好位置／編曲：YUKI、TAKIBIE
  - ロッテ『ガーナミルクチョコレート』CMソング

## CD媒体でのリリース
2009年11月18日発売のシングル「COSMIC BOX」に本曲がカップリング曲として収録されており、これがCD初収録となる。
2012年11月7日発売のB面集『BETWEEN THE TEN』でアルバム初収録。